# Комерио (Порторико)
Комерио (шп. Comerío) је општина у америчкој острвској територији Порторико, острвској држави Кариба.

## Демографија
По попису из 2010. године број становника је 20.778, што је 776 (3,9%) становника више него 2000. године.
| Група             | 2000.          | 2010.          |
| Белци             | 60 (0,3%)      | 70 (0,3%)      |
| Афроамериканци    | 858 (4,3%)     | 1.788 (8,6%)   |
| Азијати           | 13 (0,1%)      | 20 (0,1%)      |
| Хиспаноамериканци | 19.927 (99,6%) | 20.691 (99,6%) |
| Укупно            | 20.002         | 20.778         |